# Cas Capiscol
Cas Capiscol és un barri de la ciutat de Mallorca situat al Districte Nord. Limita al sud amb el Camp Redó pels carrers de Miquel Capllonch i de Felip II, a ponent amb Bons Aires pel carrer del General Riera, al nord amb el Secar de la Real per la Via de Cintura i a llevant amb el barri de Son Pardo per la carretera de Sóller.
El 2018 tenia 8.784 habitants.